# Federación Colombiana de Atletismo
La Federación Colombiana de Atletismo (FECODATLE) es el órgano rector del atletismo en Colombia. Tiene su sede en la ciudad de Bogotá.
Fundada en 1937, FECODATLE forma parte del Comité Olímpico Colombiano y es la federación nacional miembro para Colombia en las siguientes organizaciones internacionales:
- Asociación Internacional de Federaciones de Atletismo (IAAF)
- Confederación Sudamericana de Atletismo (CONSUDATLE)
- Asociación Panamericana de Atletismo (APA)
- Asociación Iberoamericana de Atletismo (AIA)
- Confederación Atlética de Centroamérica y el Caribe (CCCA)

FECODATLE comprende las ligas atléticas regionales de 30 de los 32 departamentos (Vaupés y Vichada no tienen ligas de Atletismo), más las ligas de Bogotá y de las Fuerzas Armadas.